# 팔레 드 쥐스티스 (파리)

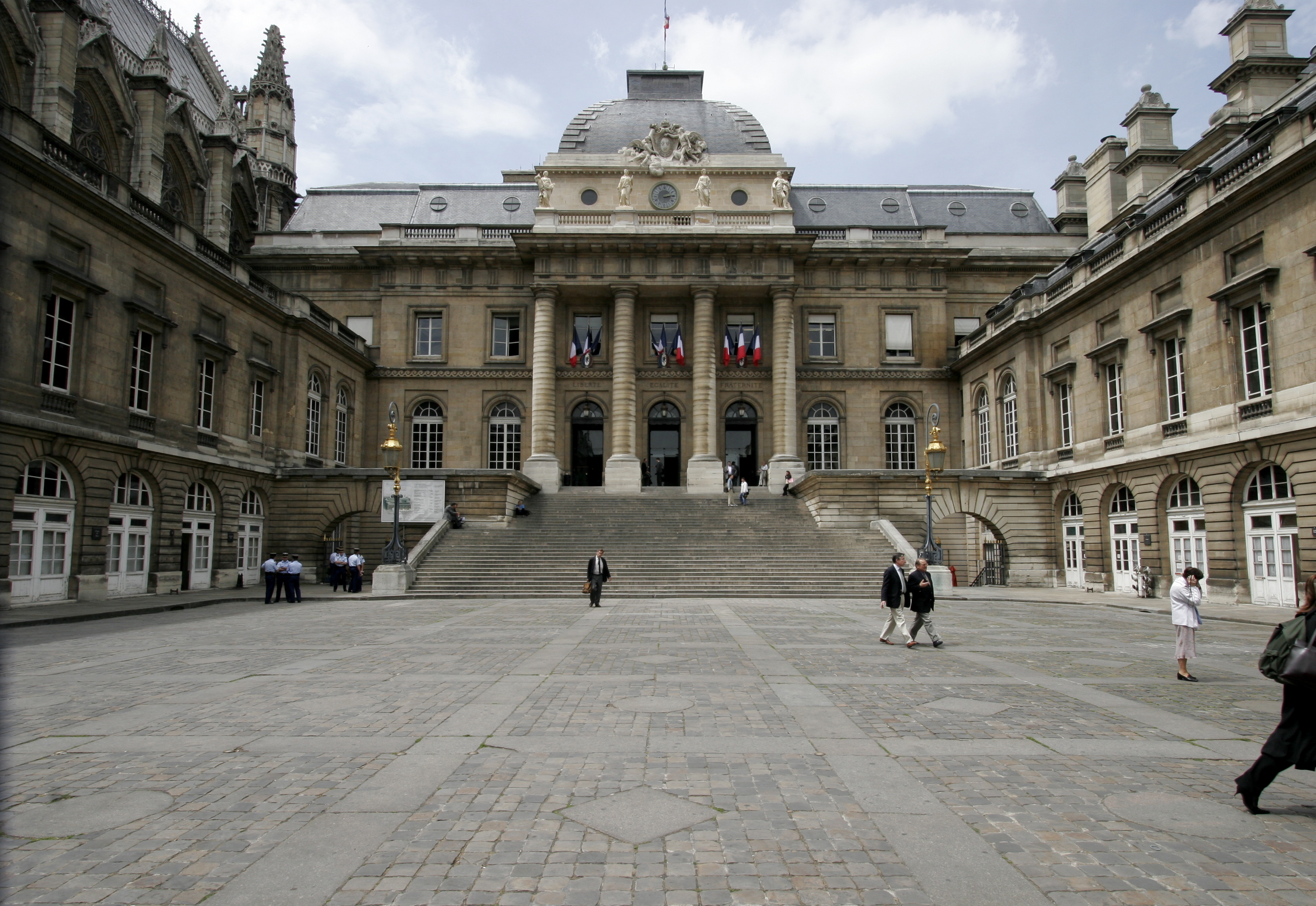
팔레 드 쥐스티스

팔레 드 쥐스티스(프랑스어: Palais de justice de Paris 팔레 드 쥐스티스 드 파리[*])는 프랑스 파리 1구의 시테섬에 위치하는 건물로, 시테섬의 약 3분의 1을 차지한다. 파훼원 파리 항소 법원, 파리 중죄 법원, 검찰청 및 변호사회 등 여러 주요 사법 기관이 놓여있다.
제일 가까운 지하철역은 파리 지하철 4호선 시테 역이다.

## 개요
팔레 드 쥐스티스는 오늘날 프랑스의 사법기구 제도의 중심지이다. 특히, 프랑스 사법 계통의 대법원인 파훼원이 놓여 있기 때문이다.
파리 항소 법원 등의 법원도 여기에 있다. 각 심급에 따라 검찰청도 팔레 드 쥐스티스에 입주해 있다.
변호사회도 사무국 도서관 및 회의실 등을 두고 있다. 공판 등을 위해 법적 신체 구속을 받고 자유를 제한되어 있는 사람들은 팔레 드 쥐스티스의 다음과 같은 두 곳에서 구속되어있다.
- le dépôt: 경찰에 의해 관리되고있다.
- la souricière: 저장소에서 법정에 연결되는 지하 시설로, 구치소에 의해 관리되고 있다. 형벌 적용 판사의 심리를 기다리는 수감자를 위한 시설이다.

## 같이 보기
- 파기원
- 콩시에르주리